# Placówka Straży Celnej „Wołosianka”

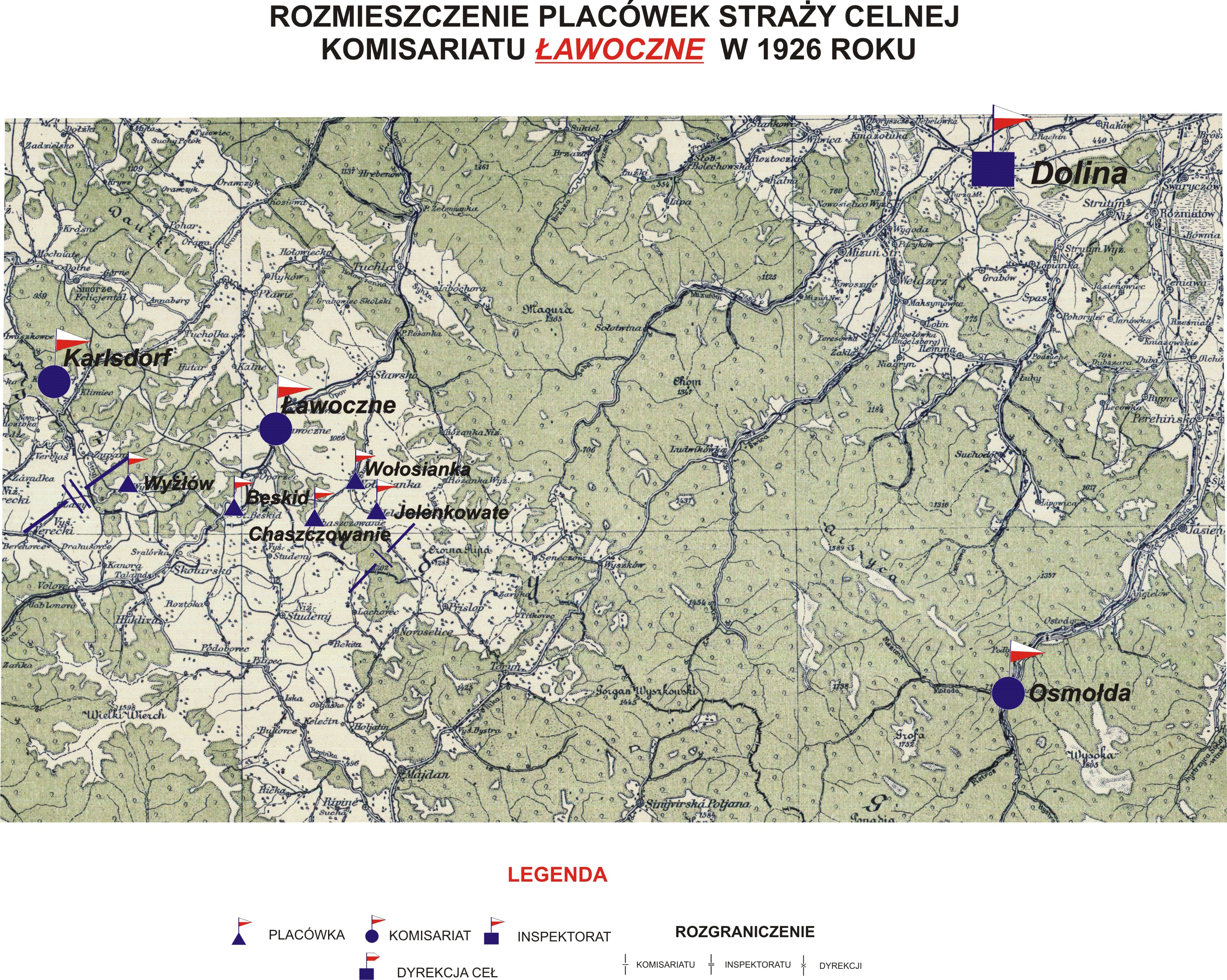
Rozmieszczenie placówek SC Komisariatu Ławoczne w 1926 r.

Placówka Straży Celnej „Wołosianka” – jednostka organizacyjna Straży Celnej pełniąca w okresie międzywojennym służbę ochronną na granicy polsko-czechosłowackiej.

## Formowanie i zmiany organizacyjne
Na wniosek Ministerstwa Skarbu, uchwałą z 10 marca 1920 roku, powołano do życia Straż Celną. Jednostki Straży Celnej rozpoczęły przejmowanie odcinków granicy od pododdziałów Batalionów Celnych. W 1922 roku w Sławsku stacjonował sztab 2 kompanii 19 batalionu celnego. Kompania wystawiała również placówkę w Wołosiance. Proces tworzenia Straży Celnej trwał do końca 1922 roku. Placówka Straży Celnej „Wołosianka” weszła w podporządkowanie komisariatu Straży Celnej „Ławoczne” z Inspektoratu SC „Dolina”.
W drugiej połowie 1927 roku przystąpiono do gruntownej reorganizacji Straży Celnej. W praktyce skutkowało to rozwiązaniem tej formacji granicznej. Ochronę północnej, zachodniej i południowej granicy państwa przejęła powołana z dniem 2 kwietnia 1928 roku Straż Graniczna.
Rozkazem nr 5 z 16 maja 1928 roku w sprawie organizacji Małopolskiego Inspektoratu Okręgowego dowódca Straży Granicznej gen. bryg. Stefan Pasławski określił strukturę organizacyjną komisariatu SG „Sławsko”. Placówka Straży Granicznej I linii „Wołosianka” znalazła się w jego strukturze.

## Funkcjonariusze placówki
Kierownicy placówki
| stopień    | imię i nazwisko, numer   | okres pełnienia służby | kolejne stanowisko |
| ---------- | ------------------------ | ---------------------- | ------------------ |
| przodownik | Antoni Kasperkowiak (80) | był w 1926             |                    |

Obsada personalna placówki w 1926:
- przodownik Antoni Kasperkowiak (80)
- starszy strażnik Jan Gacek (814)
- strażnik Gracjan Malinowski (826)
- strażnik Kazimierz Koronka (817)
- strażnik Adam Senger (829)
- strażnik Franciszek Borowski (862)
- strażnik Leon Rynkus (2273)